# JVC
Victor Company of Japan, Limited (japonsky 日本ビクター株式会社 –transkripcí: Nippon bikutá kabušiki GAIS), běžně vystupuje pod zkratkou JVC, je japonský výrobce audiovizuálních elektrospotřebičů, počítačových komponent, IT zařízení a médií pro konzumní a profesionální trh. Společnost je známá jako výrobce prvních japonských televizních přijímačů a pro vyvinutý VHS standard na nahrávání analogového videosignálu na magnetické páskové médium uchovávané v kazetě.

## Historie
Společnost JVC vznikla v roce 1927 v japonském městě Jokohama pod názvem The Victor Talking Machine Company of Japan, Limited jako dceřiná společnost americké fonografického a nahrávací společnosti Victor Talking Machine. V roce 1929 bylo majoritní vlastnictví převedeno na firmu RCA-Victor.
Roku 1932 začala firma se sériovou výrobou rádiových přijímačů a o sedm let později - v roce 1939 - vyrobila první japonský televizor. Útlum výrobního procesu nastal během druhé světové války. JVC, tak jako ostatní firmy, přerušila své obchodní vztahy se zahraničními partnery a odběrateli.
V 50. letech 20. století vyrobila společnost JVC první japonskou dlouhohrající desku (LP) a EP. Úspěch firmy přišel v 70. letech. V roce 1976 vyvinula formát VHS a vyrobila první VHS videorekordér. Formát VHS se stal protikladem formátu Betamax vyvinutého v roce 1975 společností Sony. Až do roku 1988 se vedla tzv. "Kazetová válka" o to, který z těchto systémů je lepší.

## Současnost
Od roku 1982 je JVC oficiálním partnerem Mistrovství světa ve fotbale a v roce 2002, na 17. mistrovství světa ve fotbale v Japonsku a Korejské republice, bylo partnerství mezi JVC a Mezinárodní fotbalovou federací (FIFA) prodlouženo. Společnost uzavřela partnerství s návštěvnickým centrem Kennedyho vesmírného střediska. V roce 2005 firma vyvinula první dvouvrstvý datový nosič DVD + RW DL.
Pod značkou se v Japonsku každoročně organizuje JVC Tokyo Video Festival a JVC Jazz Festival. V současnosti je JVC jedna z největších mediálních korporací na světě se sídlem v Jokohamě. V Japonsku prezentuje své výrobky pod značkou Victor.

## Galerie

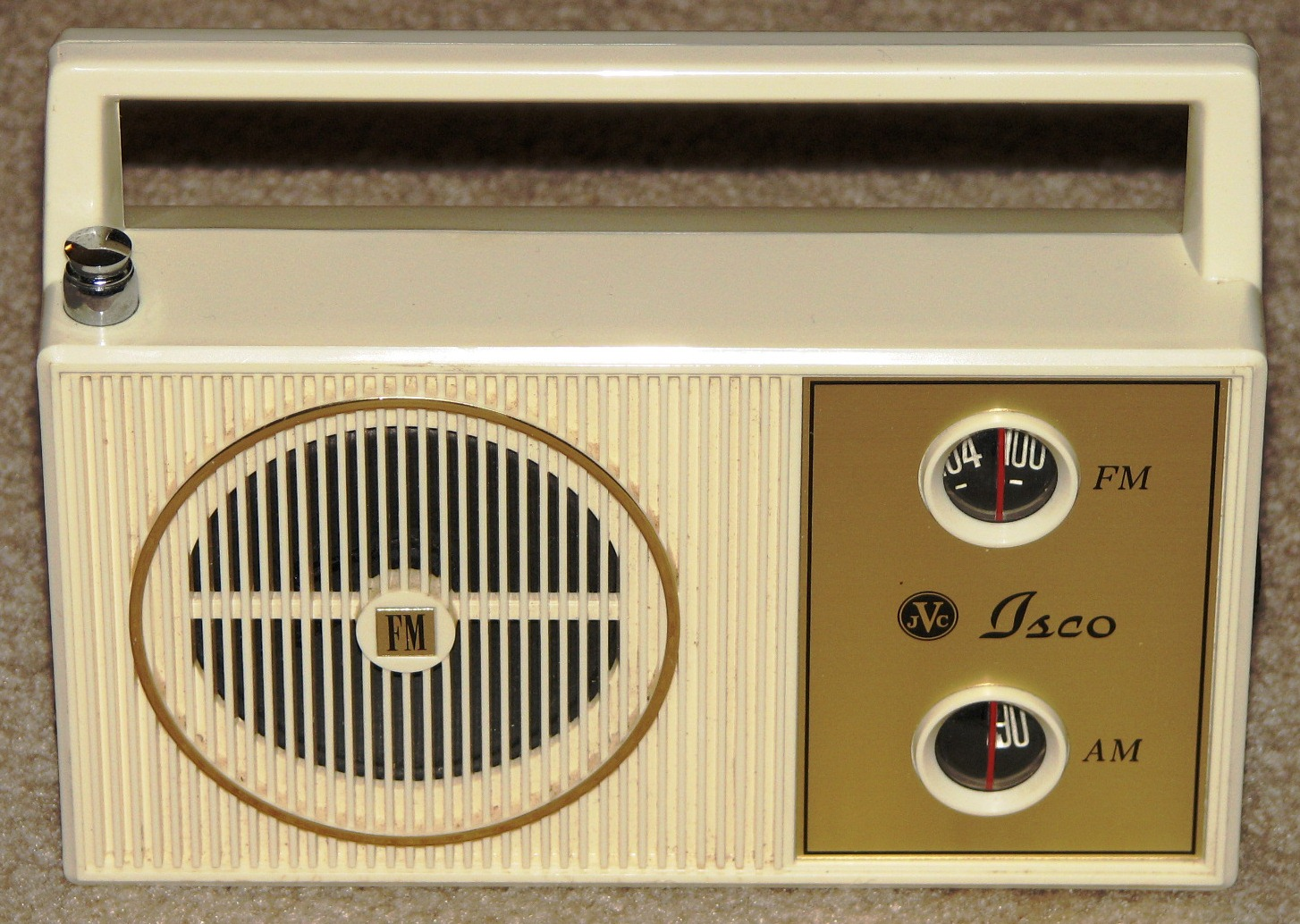
Tranzistorové rádio 9F-220C (cca 1966)
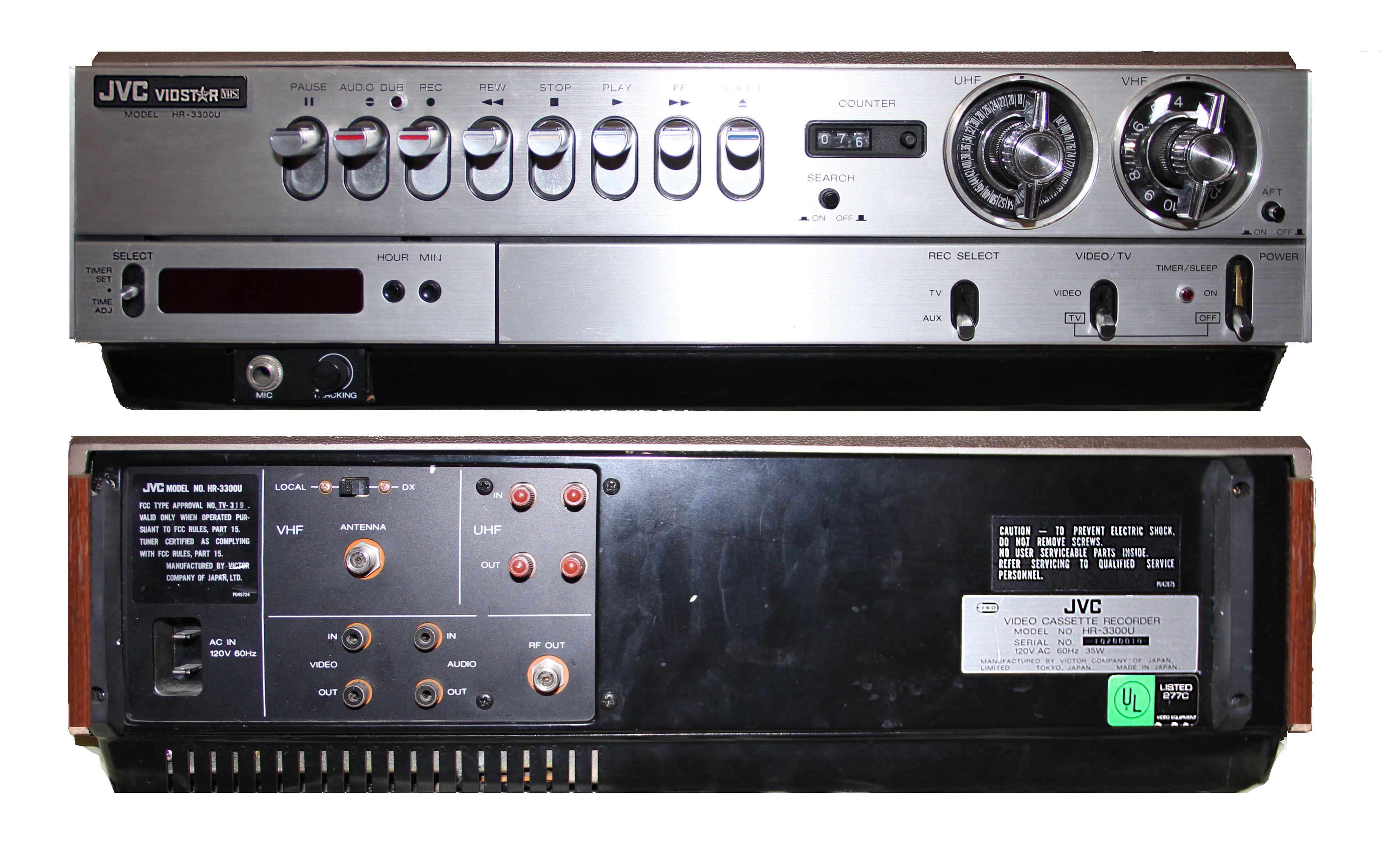
Videorekordér HR-3300U (1977)
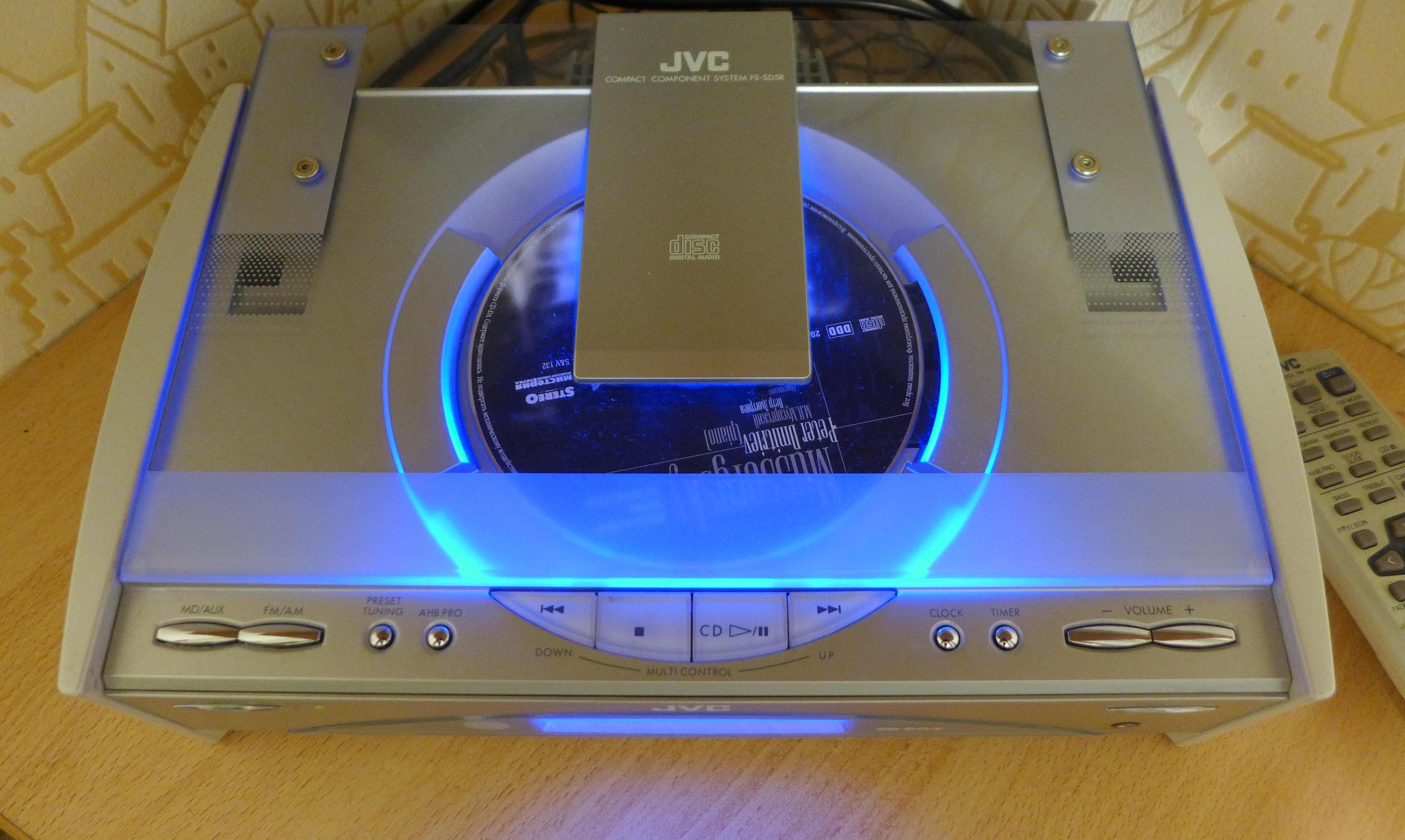
CD přehrávač FS-SD5R (pozdní 90. léta)
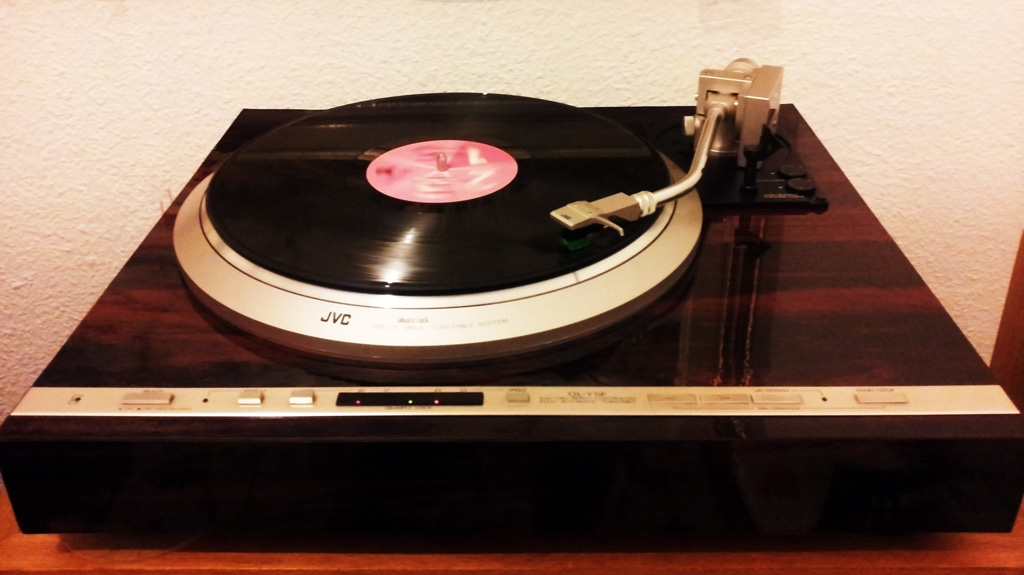
Gramofon QL-Y5F
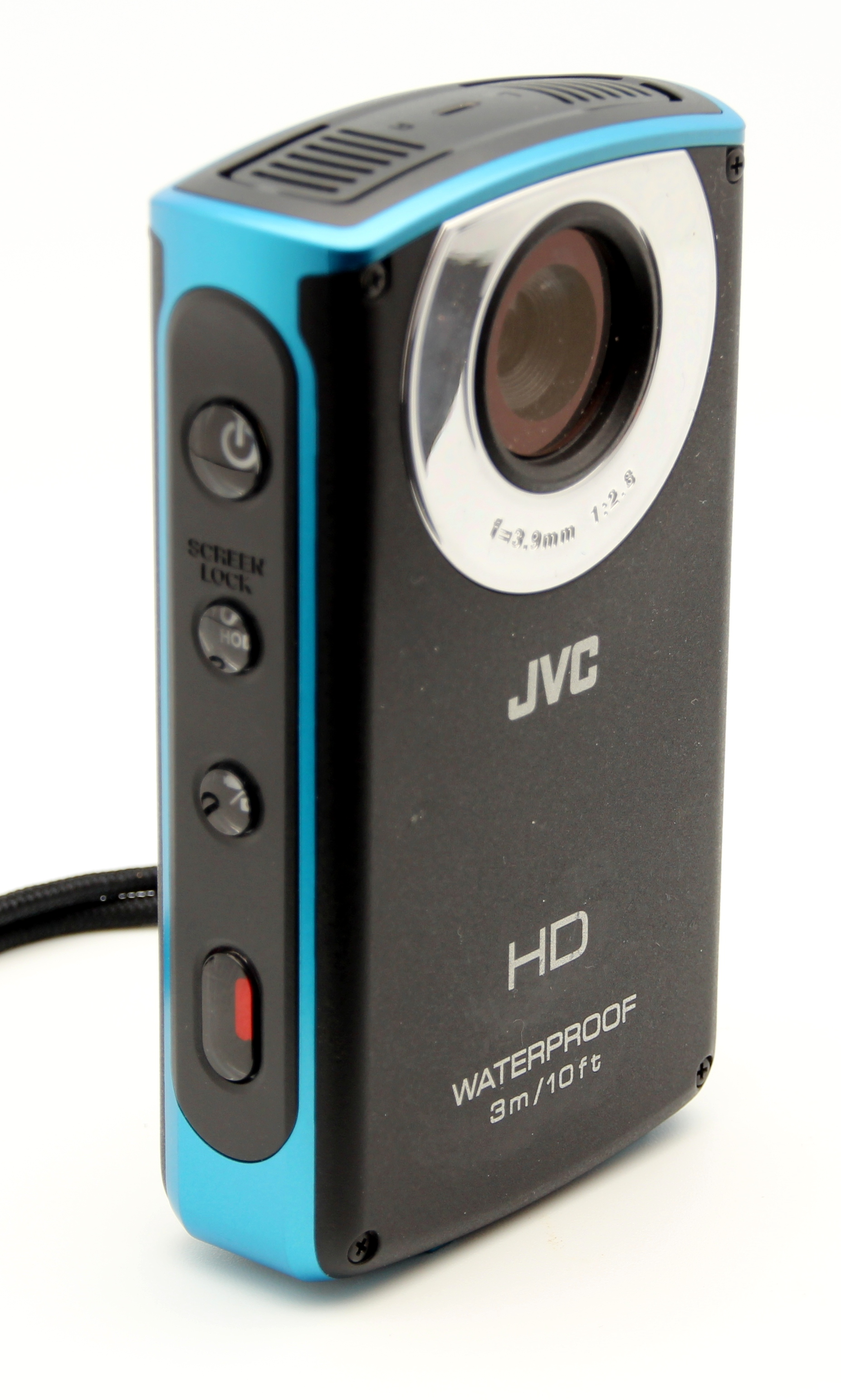
Kapesní kamera Picsio
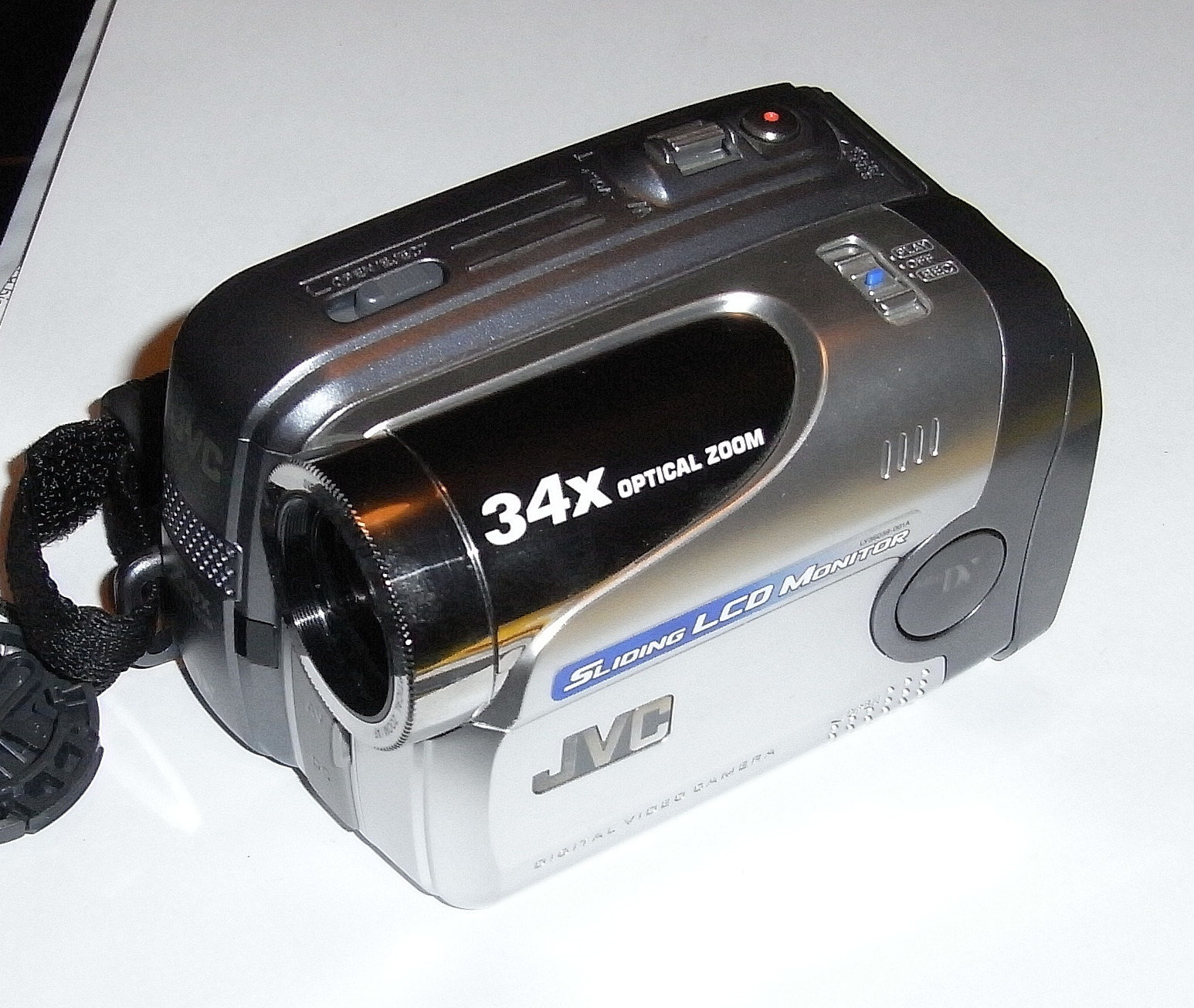
Digitální kamera GR DA20 (2010)
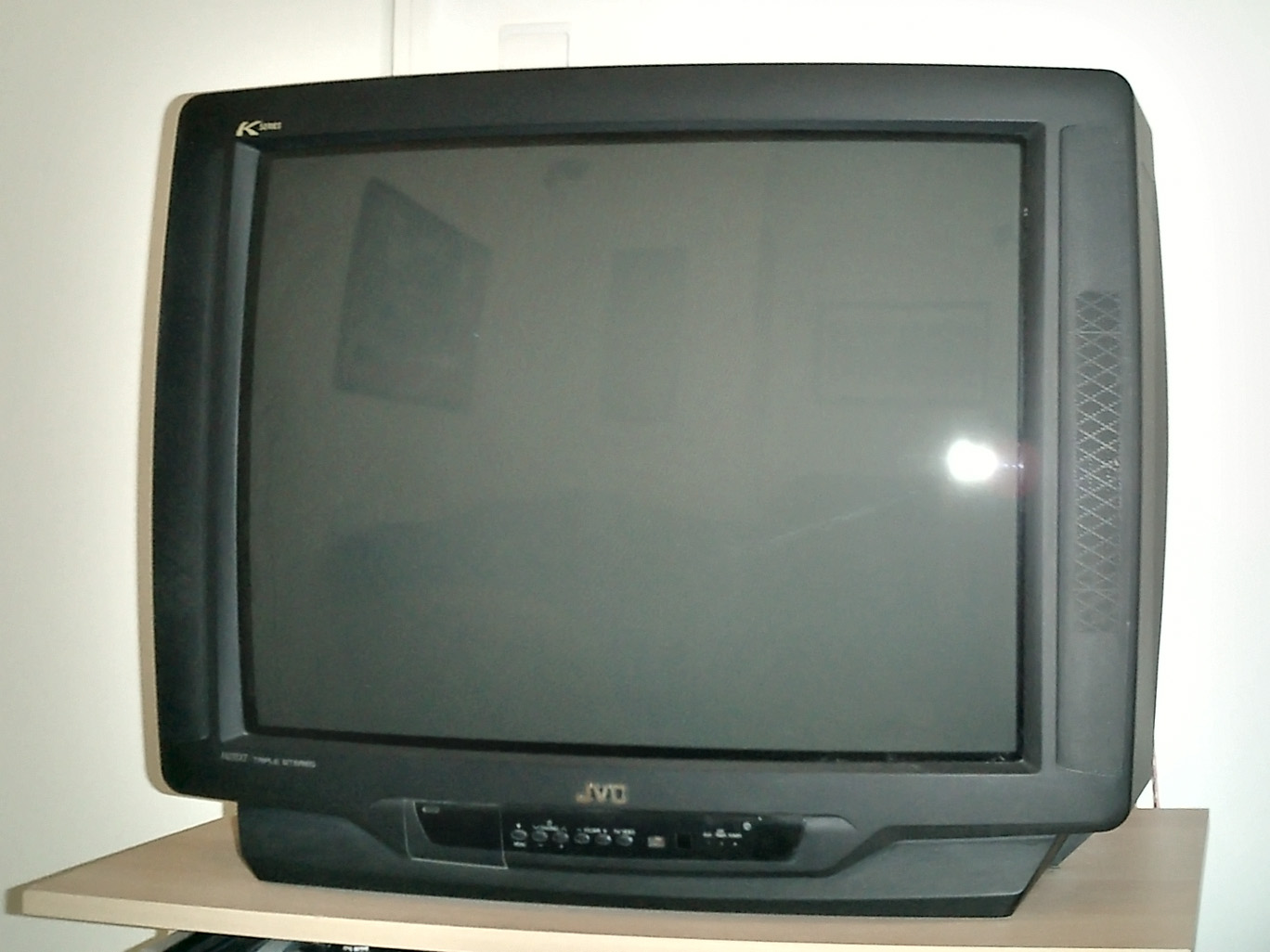
CRT televizor (2005)